# Sárgacsőrű halción
A sárgacsőrű halción (Syma torotoro) a madarak (Aves) osztályának szalakótaalakúak (Coraciiformes) rendjéhez, ezen belül a jégmadárfélék (Alcedinidae) családjához tartozó faj.

## Rendszerezése
A fajt René Primevère Lesson francia ornitológus írta le 1827-ben. Szerepelt a Halcyon nemben Halcyon torotoro néven is.

## Alfajai
- Syma torotoro flavirostris (Gould, 1850)
- Syma torotoro torotoro meeki Rothschild & Hartert, 1901
- Syma torotoro torotoro ochracea Rothschild & Hartert, 1901
- Syma torotoro torotoro torotoro Lesson, 1827[2]

## Előfordulása
Új-Guinea szigetén, Indonézia és Pápua Új-Guinea területén, valamint Ausztrália északnyugati részén a York-félszigeten honos. Természetes élőhelyei a szubtrópusi vagy trópusi síkvidéki esőerdők, mangroveerdők és cserjések, valamint ültetvények. Állandó, nem vonuló faj.

## Megjelenése
Testhossza 20 centiméter, a hím testtömege 32–50 gramm, a tojóé 30–52 gramm.

## Életmódja
Ízeltlábúakkal táplálkozik.

## Természetvédelmi helyzete
Az elterjedési területe nagyon nagy, egyedszáma pedig stabil. A Természetvédelmi Világszövetség Vörös listáján nem fenyegetett fajként szerepel.